# Labry
Labry település Franciaországban, Meurthe-et-Moselle megyében. Lakosainak száma 1564 fő (2022. január 1.). Labry Abbéville-lès-Conflans, Conflans-en-Jarnisy, Giraumont, Hatrize, Jarny és Val de Briey községekkel határos.

## Népesség
A település népességének változása:
| Lakosok száma | 1456 | 1301 | 1486 | 1659 | 1565 | 1534 | 1566 | 1587 | 1580 | 1564 |
|               | 1968 | 1982 | 1990 | 2006 | 2013 | 2015 | 2017 | 2019 | 2020 | 2022 |